# Christian von Thum
Christian von Thum (Thumb, Thun), född omkring 1625 i Kalmar, död 12 augusti 1686 i Stockholm, var en svensk värdshusvärd, stillebenmålare och målarålderman.
Han var son till komedianten och värdshusvärden Christian von Thum och från 1655 gift med Hindrich Keijsers dotter Anna Catharina samt far till Christian och Henrik Thum. Han undervisades troligen i målning av Jacob Heinrich Elbfas eller Johan Assman i Stockholm och omnämns som målarmästare vid Stockholms målarämbete 1655. Han var på 1650-talet anlitad av Magnus Gabriel De la Gardies syster grevinnan Maria Sophia De la Gardie för att utföra åtskilliga målnings och förgyllningsuppdrag. Han anlitades 1664 av änkedrottning Hedvig Eleonora för att utföra en scensmyckning med blommor av papper, vax, bladguld och lärft till en uppsättning av baletten De fyra årstiderna på slottet. För Uppsala slott utförde han 1667 ett trettiotal renoveringsarbeten av äldre konterfejmålningar. Han arbetade med en altaruppsats för Arboga stadskyrka 1672 och 1675 utförde han tillsammans med Johan Göransson och Jochim Langh en omförgyllning av kröningsstolen till Karl XI:s kröning i Uppsala. Tillsammans med Johan Hafwersatt målade han de dekorativa elementen vid Maria Magdalenas kyrka i samband med ombyggnaden 1683–1684. Vid sidan av sin verksamt som målare gjorde han inköpsresor till Brabant där han köpte konstverk som senare såldes vidare till bland annat Magnus Gabriel De la Gardie och Hedvig Eleonora samt drev sin fars värdshusrörelse i Stockholm. Han blev bisittare i Stockholms målarämbete 1664 och ålderman 1667. Hans stafflikonst består av stilleben med matvaror. Thum är representerad vid Stockholms högskola, Nationalmuseum och Skoklosters slott.